# Los Gatos
Los Gatos város az USA Kalifornia államában, Santa Clara megyében. Lakosainak száma 33 529 fő (2020. április 1.).

## Népesség
A település népességének változása:
| Lakosok száma | 26 906 | 29 413 | 33 529 |
|               | 1980   | 2010   | 2020   |